# Giovanni Battista Danei
Giovanni Battista Danei (řeholním jménem: Giovanni Battista od svatého archanděla Michaela; 4. dubna 1695, Ovada – 30. srpna 1765, Vetralla) byl italský římskokatolický duchovní a spoluzakladatel Společenství utrpení Ježíše Krista.
Byl bratrem svatého Pavla od Kříže.

## Život
Narodil se 4. dubna 1695 v Ovadě.
Vzdělání získal v Ovadě, Cremolinu, Campo Ligure a možná v Janově. Podle vyprávění spadl se svým bratrem Paolem do řeky Orba a byli zázračně zachráněni Pannou Marií.
Své dospívání a mládí prožil v pokání a modlitbě, spal na holých deskách, v noci vstával k modlitbě, jeho jídlo bylo chudé a střídmé, cestoval bos v hrubých a nepohodlných šatech. Jeho modlitba, vždy na kolenou, trvala přes tři hodiny. Rodiče museli zasáhnout, aby utlumili tuto přehnanou žízeň po pokání. Se svým bratrem Paolem byl „jedno srdce a jedna duše“.
Dne 28. listopadu 1721 se stal po vzoru svého bratra Paola poustevníkem. Svůj poustevnický život vedli oba v Santo Stefano v Castellazzo Bormida. Roku 1722 přešli do opuštěné poustevny Annunziata na Argentario, výběžku poblíž Orbetella, kde zůstali asi šest měsíců. Poté pobývali v Gaetě, Itri, Castellazzu, Neapoli, Foggii, Troii a Římě.
V květnu 1725 získali od papeže Benedikta XIII. povolení k založení řeholní kongregace, která se bude věnovat lidovým misiích v duchu utrpení Krista. Roku 1726 byl povoláni kardinálem Pietrem Marcellinem Corradinim, aby poskytovali duchovní pomoc v nemocnici San Gallicano v Římě. Dne 7. června 1727 byli oba v bazilice svatého Petra z rukou papeže Benedikta XIII. vysvěceni na kněze.
V Římě strávili rok službě nemocným. V únoru 1728 se vrátili do Monte Argentario, do poustevny San Antonio a začali se věnovat lidovým misiím. Giovanni Battista byl pověřen stavbou prvního řeholního domu kongregace, který byl otevřen v září 1737. V této době došlo k zázračnému objevení vodního zdroje a zjevení svatého archanděla Michaela. Z vděčnosti přijal řeholní jméno Giovanni Battista od svatého archanděla Michaela.
V dubnu 1741 získali schválení řehole a složili řeholní sliby. Roku 1744 se Giovanni stal představeným řeholního domu ve Vetralle. Byl také odpovědný za výchovu mládeže. Od roku 1747 působil jako generální poradcem kongregace, zpovědník a duchovní vůdce svého bratra.
Kázal jednoduchými slovy jdoucí přímo k jádru tématu.
Díky podpoře rodu Costantini založil spolu s Marií Crocifissou Costantini první klášter passionistek.
V červenci 1765 vážně onemocněl a 30. srpna v klášteře San Angelo ve Vetralle zemřel.

## Proces svatořečení
Proces byl zahájen 10. prosince 1930 v diecéze Viterbo. Dne 7. srpna 1940 uznal papež Pius XII. jeho hrdinské ctnosti.